# Хотисино (Перемишльський район)
Хотисино (рос. Хотисино) — присілок в Перемишльському районі Калузької області Російської Федерації.
Населення становить 352 особи. Входить до складу муніципального утворення Присілок Хотисино.

## Історія
Від 2004 року входить до складу муніципального утворення Присілок Хотисино

## Населення
| 2002 | 2010 |
| ---- | ---- |
| 328  | ↗352 |